# Haliplus stagninus
Haliplus stagninus är en skalbaggsart som beskrevs av John Henry Leech 1948. Haliplus stagninus ingår i släktet Haliplus och familjen vattentrampare. Inga underarter finns listade i Catalogue of Life.